# Atletica leggera ai Giochi della XVI Olimpiade - 400 metri piani

Video della Finale (film ufficiale dei Giochi)

La competizione dei 400 metri piani maschili di atletica leggera ai Giochi della XVI Olimpiade si è disputata nei giorni 28 e 29 novembre 1956 al Melbourne Cricket Ground.

## L'eccellenza mondiale
| Campione olimpico 1952  | 45"9      | George Rhoden     | Assente  |
| Campione europeo 1954   | 46"6      | Ardalion Ignat'ev | Presente |
| Primatista mondiale     | 45"2 1956 | Louis Jones       | Presente |
| Vincitore selezioni USA | 45"2      | Louis Jones       | Presente |

## La gara
Per l'ultima volta si disputano semifinali e finale nello stesso pomeriggio. I migliori accuseranno lo sforzo.

Louis Jones conduce la finale per i primi 300 metri (corsi in 33"4), poi si spegne e finisce quinto. A sorpresa vince il numero 3 della squadra americana.

Il campione europeo Ignat'ev viene dato a pari merito con il finlandese Hellsten. Dal momento che anche il cronometraggio elettrico (usato come riserva) li dà alla pari, si meritano entrambi la medaglia di bronzo.

## Risultati

### Turni eliminatori
| 8 Batterie         | 28 novembre | 42 iscritti   | Si qualificano i primi 3. |
| 4 Quarti di finale | 28 novembre | 6 + 6 + 6 + 6 | Si qualificano i primi 3. |
| 2 Semifinali       | 29 novembre | 6 + 6         | Si qualificano i primi 3. |
| Finale             | 29 novembre | 6 concorrenti |                           |

### Batterie
| Pos.   | Atleta            | Nazione          | Tempo Ufficiale | Tempo Ufficioso |
| ------ | ----------------- | ---------------- | --------------- | --------------- |
| 1      | Louis Jones       | Stati Uniti      | 48"1            | 48"30           |
| 2      | Murray Cockburn   | Canada           | 49"0            | 49"07           |
| 3      | Abdullah Khan     | Pakistan         | 49"0            | 49"19           |
| 4      | Konstantin Gračov | Unione Sovietica | 49"4            | 49"58           |
| 5      | Beyene Legesse    | Etiopia          | 50"7            | 50"83           |
| Squal. | Kanji Akagi       | Giappone         | [48"4]          | [48"54]         |

| Pos. | Atleta          | Nazione     | Tempo Ufficiale | Tempo Ufficioso |
| ---- | --------------- | ----------- | --------------- | --------------- |
| 1    | Terry Tobacco   | Canada      | 47"9            | 47"92           |
| 2    | Jacques Degats  | Francia     | 48"3            | 48"32           |
| 3    | James Lea       | Stati Uniti | 48"3            | 48"41           |
| 4    | Bartonjo Rotich | Kenya       | 48"8            | 48"90           |
| 5    | Jaime Aparicio  | Colombia    | 49"0            | 49"14           |
| 6    | Pablo Somblingo | Filippine   | 49"4            | 49"50           |
| 7    | Kenneth Perera  | Malesia     | ND              | 51"96           |

| Pos. | Atleta          | Nazione     | Tempo Ufficiale | Tempo Ufficioso |
| ---- | --------------- | ----------- | --------------- | --------------- |
| 1    | Malcolm Spence  | Sudafrica   | 47"7            | 47"77           |
| 2    | Jürgen Kühl     | Germania    | 48"7            | 48"74           |
| 3    | Charlie Jenkins | Stati Uniti | 48"7            | 48"82           |
| 4    | Abebe Hailou    | Etiopia     | 49"0            | 49"18           |
| 5    | Abdul Karim Amu | Nigeria     | 49"4            | 49"57           |

| Pos. | Atleta              | Nazione       | Tempo ufficiale | Tempo ufficioso |
| ---- | ------------------- | ------------- | --------------- | --------------- |
| 1    | Voitto Hellstén     | Finlandia     | 48"4            | 48"52           |
| 2    | Mike Wheeler        | Gran Bretagna | 49"3            | 49"37           |
| 3    | Kibet Boit          | Kenya         | 49"3            | 49"48           |
| 4    | Laird Sloan         | Canada        | 50"0            | 50"18           |
| 5    | Somsak Thonf Ar-Ram | Thailandia    | 53"4            | 53"61           |

| Pos. | Atleta              | Nazione       | Tempo Ufficiale | Tempo Ufficioso |
| ---- | ------------------- | ------------- | --------------- | --------------- |
| 1    | Karl-Friedrich Haas | Germania      | 47"2            | 47"29           |
| 2    | Graham Gipson       | Australia     | 47"7            | 47"87           |
| 3    | John Salisbury      | Gran Bretagna | 47"7            | 47"95           |
| 4    | Milkha Singh        | India         | 48"9            | 49"07           |

| Pos. | Atleta            | Nazione          | Tempo Ufficiale | Tempo Ufficioso |
| ---- | ----------------- | ---------------- | --------------- | --------------- |
| 1    | Ardalion Ignat'ev | Unione Sovietica | 48"6            | 48"69           |
| 2    | George Kerr       | Giamaica         | 49"7            | 49"74           |
| 3    | Pierre Haarhoff   | Francia          | 49"8            | 49"99           |
| 4    | Kamau Wanyoke     | Kenya            | 50"6            | 50"74           |

| Pos. | Atleta                | Nazione     | Tempo Ufficiale | Tempo Ufficioso |
| ---- | --------------------- | ----------- | --------------- | --------------- |
| 1    | Kevan Gosper          | Australia   | 48"0            | 48"07           |
| 2    | Mal Spence            | Giamaica    | 48"2            | 48"31           |
| 3    | Iván Rodríguez        | Porto Rico  | 48"8            | 48"86           |
| 4    | Gérard Rasquin        | Lussemburgo | 50"6            | 50"76           |
| 5    | Abdul Rahim bin Ahmed | Malesia     | 50"8            | 50"93           |
| 6    | George Hyũ Johnson    | Liberia     | 54"8            |                 |

| Pos. | Atleta                   | Nazione       | Tempo Ufficiale | Tempo Ufficioso |
| ---- | ------------------------ | ------------- | --------------- | --------------- |
| 1    | Peter Higgins            | Gran Bretagna | 47"9            | 47"98           |
| 2    | Mel Spence               | Giamaica      | 47"9            | 48"00           |
| 3    | Jean-Paul Martin du Gard | Francia       | 48"3            | 48"39           |
| 4    | John William Goodman     | Australia     | 48"5            | 48"73           |
| 5    | Ajanew Bayene            | Etiopia       | 51"3            | 51"53           |
| Rit. | Horst Mann               | Germania      |                 |                 |

### Quarti di finale
| Pos. | Atleta         | Nazione       | Tempo Ufficiale | Tempo Ufficioso |
| ---- | -------------- | ------------- | --------------- | --------------- |
| 1    | Louis Jones    | Stati Uniti   | 47"4            | 47"42           |
| 2    | John Salisbury | Gran Bretagna | 47"4            | 47"60           |
| 3    | Iván Rodríguez | Porto Rico    | 47"5            | 47"64           |
| 4    | Terry Tobacco  | Canada        | 47"7            | 47"79           |
| 5    | Jürgen Kühl    | Germania      | 48"0            | 48"23           |
| NP   | Abdullah Khan  | Pakistan      |                 |                 |

| Pos. | Atleta            | Nazione          | Tempo Ufficiale | Tempo Ufficioso |
| ---- | ----------------- | ---------------- | --------------- | --------------- |
| 1    | Ardalion Ignat'ev | Unione Sovietica | 46"8            | 46"88           |
| 2    | Mal Spence        | Giamaica         | 47"4            | 47"42           |
| 3    | Peter Higgins     | Gran Bretagna    | 47"4            | 47"43           |
| 4    | Graham Gipson     | Australia        | 47"4            | 47"45           |
| 5    | Jacques Degats    | Francia          | 48"7            | 48"79           |
| 6    | Murray Cockburn   | Canada           | 49"5            | 49"74           |

| Pos. | Atleta          | Nazione     | Tempo Ufficiale | Tempo Ufficioso |
| ---- | --------------- | ----------- | --------------- | --------------- |
| 1    | Voitto Hellstén | Finlandia   | 46"8            | 46"85           |
| 2    | Malcolm Spence  | Sudafrica   | 47"1            | 47"08           |
| 3    | Mel Spence      | Giamaica    | 47"3            | 47"38           |
| 4    | Pierre Haarhoff | Francia     | 47"6            | 47"82           |
| 5    | James Lea       | Stati Uniti | 48"1            | 48"33           |
| 6    | Kibet Boit      | Kenya       | 49"1            | 49"18           |

| Pos. | Atleta                   | Nazione       | Tempo Ufficiale | Tempo Ufficioso |
| ---- | ------------------------ | ------------- | --------------- | --------------- |
| 1    | Kevan Gosper             | Australia     | 46"7            | 46"83           |
| 2    | Karl-Friedrich Haas      | Germania      | 47"3            | 47"37           |
| 3    | Charlie Jenkins          | Stati Uniti   | 47"5            | 47"63           |
| 4    | George Kerr              | Giamaica      | 47"7            | 47"79           |
| 5    | Mike Wheeler             | Gran Bretagna | 47"9            | 48"05           |
| 6    | Jean-Paul Martin du Gard | Francia       | 48"2            | 48"37           |

### Semifinali
| Pos. | Atleta            | Nazione          | Tempo Ufficiale | Tempo Ufficioso |
| ---- | ----------------- | ---------------- | --------------- | --------------- |
| 1    | Ardalion Ignat'ev | Unione Sovietica | 46"8            | 46"93           |
| 2    | Malcolm Spence    | Sudafrica        | 47"2            | 47"27           |
| 3    | Louis Jones       | Stati Uniti      | 47"3            | 47"32           |
| 4    | Mel Spence        | Giamaica         | 47"5            | 47"58           |
| 5    | Peter Higgins     | Gran Bretagna    | 47"7            | 47"65           |
| 6    | Iván Rodríguez    | Porto Rico       | 47"7            | 47"86           |

| Pos. | Atleta              | Nazione       | Tempo Ufficiale | Tempo Ufficioso |
| ---- | ------------------- | ------------- | --------------- | --------------- |
| 1    | Charlie Jenkins     | Stati Uniti   | 46"1            | 46"19           |
| 2    | Voitto Hellstén     | Finlandia     | 46"1            | 46"20           |
| 3    | Karl-Friedrich Haas | Germania      | 46"2            | 46"29           |
| 4    | Kevan Gosper        | Australia     | 46"2            | 46"45           |
| 5    | John Salisbury      | Gran Bretagna | 47"3            | 47"47           |
| 6    | Mal Spence          | Giamaica      | 47"4            | 47"52           |

### Finale
| Pos.    | Corsia | Atleta              | Età | Nazione          | Tempo Ufficiale | Tempo Ufficioso |
| ------- | ------ | ------------------- | --- | ---------------- | --------------- | --------------- |
| Oro     | 4      | Charlie Jenkins     | 22  | Stati Uniti      | 46"7            | 46"86           |
| Argento | 5      | Karl-Friedrich Haas | 25  | Germania         | 47"8            | 47"12           |
| Bronzo  | 3      | Voitto Hellstén     | 24  | Finlandia        | 47"0            | 47"15           |
| Bronzo  | 2      | Ardalion Ignat'ev   | 25  | Unione Sovietica | 47"0            | 47"15           |
| 5       | 6      | Louis Jones         | 24  | Stati Uniti      | 48"1            | 48"35           |
| 6       | 1      | Malcolm Spence      | 19  | Sudafrica        | 48"3            | 48"40           |